# Ludwig Andreas von Khevenhüller

Ludwig Andreas von Khevenhüller

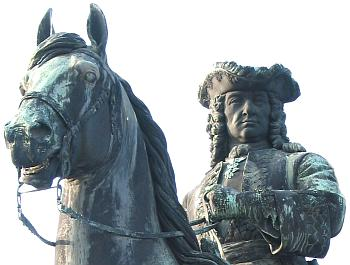
Feldmarschall Khevenhüller (Teil des Maria-Theresia-Denkmals zwischen Kunsthistorischem Museum und Naturhistorischem Museum in Wien)

Statue im Heeresgeschichtlichen Museum

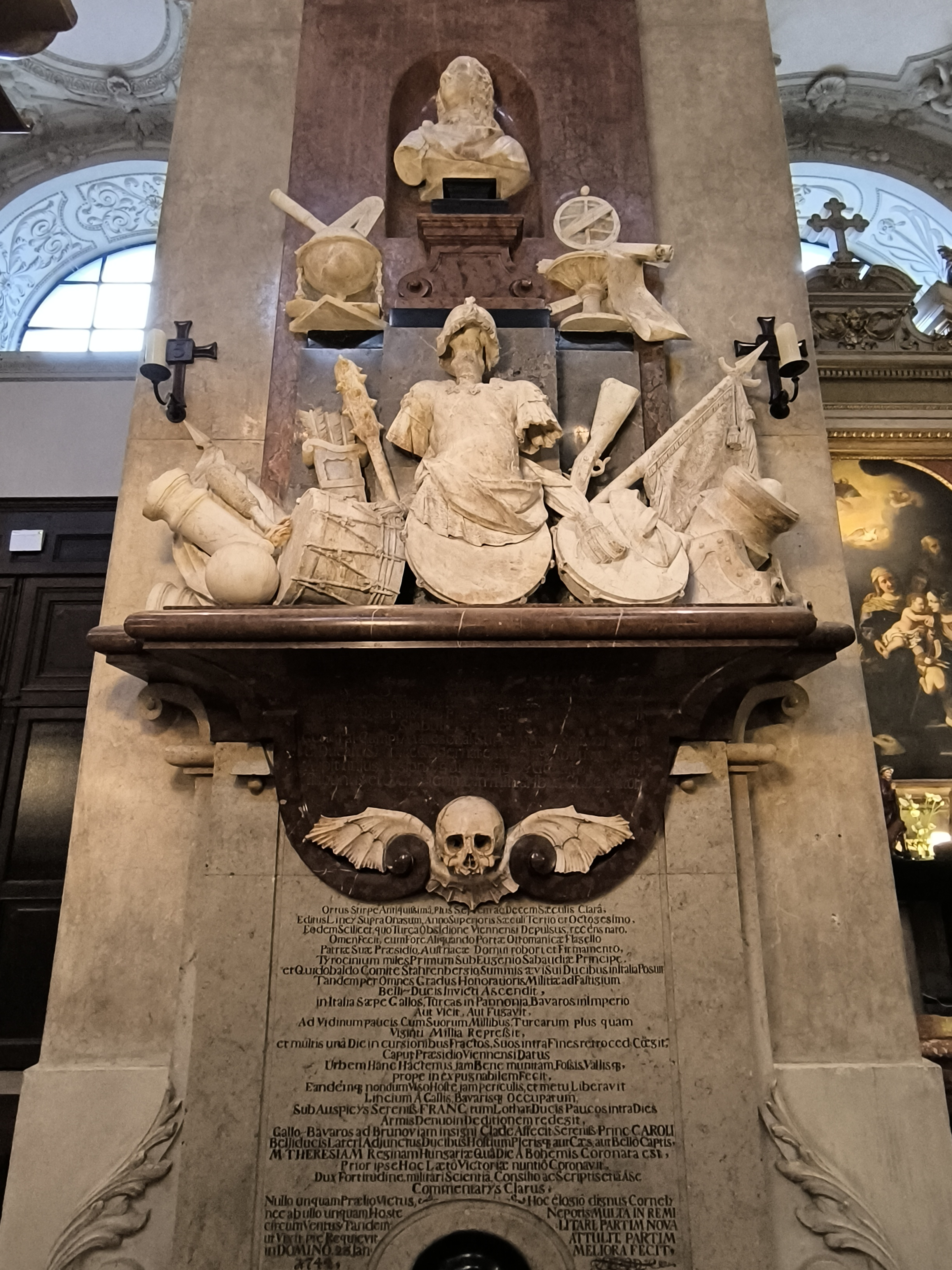
Ludwig Andreas von Khevenhüllers Grabstein in der Schottenkirche

Ludwig Andreas von Khevenhüller, Graf von Aichelberg-Frankenburg (* 30. November 1683 in Linz; † 26. Jänner 1744 in Wien) war ein kaiserlicher (österreichischer) Feldmarschall und Oberbefehlshaber aus dem aus Kärnten stammenden Haus der Khevenhüller.

## Herkunft
Seine Eltern waren der kaiserliche Kämmerer und Oberjägermeister Franz Christoph von Khevenhüller (* 22. September 1634; † 11. September 1684) und dessen Frau Ernestine Barbara von Montecuccoli  (* 25. Mai 1663; † 6. Mai 1701), eine Tochter des Raimondo Montecuccoli.

## Leben
Nach dem frühen Tod seines Vaters übernahm seine Mutter die Erziehung. Der junge Khevenhüller ging dann früh in kaiserliche Dienste und kam in das Dragoner-Regiment des Prinzen Eugen. Er kämpfte unter Prinz Eugen im Spanischen Erbfolgekrieg. Im Jahr 1707 wurde er zum Kämmerer ernannt und stieg bald auch zum Oberst des Regiments auf. Im Türkenkrieg zeichnete er sich in den Schlachten von Peterwardein (1716) und Belgrad (1717) aus. Prinz Eugen schickte ihn 1717 mit der Siegesnachricht von Peterwardein nach Wien. Dort hielt er einen triumphalen Einzug und wurde vom Kaiser reich beschenkt. Er erstellte ein neues Regelwerk für die Kavallerie und erhielt am 1. Oktober 1723 sein Regiment. Er wurde 1723 zum Generalwachtmeister der Kavallerie und 1733 zum Feldmarschallleutnant ernannt. Außerdem wurde er Kommandant von Stadt und Festung Esseg, anschließend kämpfte er in Italien. In der Schlacht bei Parma (29. Juni 1734) fiel der österreichische Oberbefehlshaber, Generalfeldmarschall Mercy, woraufhin Khevenhüller das Oberkommando der Armee in Italien bis zur Ankunft von Feldmarschall Königsegg innehatte. Für Parma wurde er zum General der Kavallerie ernannt, und nachdem Königsegg sein Kommando abgelegt hatte, wurde er Kommandeur in Italien. Er kämpfte in der Schlacht bei Guastalla und konnte Tirol gegen die Franzosen und Spanier halten. Als ein Waffenstillstand mit Frankreich geschlossen wurde, ging er nun selber gegen die Spanier vor. Dadurch konnte Österreich im Wiener Frieden die Lombardei und die Toscana erhalten.
1736 wurde Khevenhüller auf Empfehlung des Prinzen Eugen zum Feldmarschall ernannt. Bereits kurz darauf bewährte er sich im Russisch-Österreichischen Türkenkrieg in der Schlacht von Radojevatz (28. September 1737), wo ihm der Durchbruch durch eine überlegene türkische Armee gelang.
Im Österreichischen Erbfolgekrieg erreichte Khevenhüller seine größten Erfolge. Noch von Karl VI. war er zum Kommandanten von Wien ernannt worden. Als Oberkommandierender der Armee an der Donau vertrieb er innerhalb weniger Tage die französischen und bayrischen Truppen aus Österreich. Am 23. Dezember 1741 schloss er Linz ein und am 17. Januar 1742 schlug er Törring in der Schlacht bei Schärding, als dieser den Entsatz versuchte. Linz kapitulierte am 23. Januar und am 24. Januar Passau. Khevenhüller konnte am 13. Februar sein Hauptquartier in Landshut aufschlagen, als der Parteigänger Johann Daniel von Menzel  mit seinen Kroaten München besetzen konnte. Im Sommer 1742 musste er sich mangels Truppenstärke zurückziehen, aber im folgenden Feldzug unter dem Oberkommando des Prinzen Karl Alexander von Lothringen eroberte er das südliche Bayern zurück und zwang im Juni Kaiser Karl VII., die Konvention von Nieder-Schönfeld zu akzeptieren.
Bei seiner Rückkehr nach Wien verlieh ihm Maria Theresia am 5. Jänner 1744 den Orden vom Goldenen Vlies.
Khevenhüller starb unerwartet am 26. Jänner 1744 in Wien. Sein Grab befindet sich in der Schottenkirche.

## Familie
Khevenhüller heiratete im Jahr 1718 Philippine Maria Anna von Lamberg (1695–1762). Das Paar hatte zwei Töchter:
- Maria Antonia (* 29. März 1726; † 17. Januar 1746) ⚭ Leopold Karl Joseph Franz de Paula Adam Ignaz von Windisch-Graetz (* 15. November 1718; † 13. Februar 1746)
- Maria Theresia Franziska (* 15. Oktober 1728; † 14. Januar 1815) ⚭ Gottlieb von Windisch-Graetz (* 28. Juli 1715; † 20. Juni 1784)

## Rezeption
Durch die kaiserliche Entschließung von Franz Joseph I. vom 28. Februar 1863 wurde Ludwig Andreas Graf Khevenhüller in die Liste der „berühmtesten, zur immerwährenden Nacheiferung würdigen Kriegsfürsten und Feldherren Österreichs“ aufgenommen. Zu seinem Andenken wurde auch eine lebensgroße Statue in der Feldherrenhalle des damals neu errichteten k.k. Hofwaffenmuseums (heute: Heeresgeschichtliches Museum Wien) errichtet. Die Statue wurde 1866 vom Bildhauer Waldemar Schützinger aus Carrara-Marmor geschaffen, gewidmet wurde sie von der Familie Khevenhüller.

## Benennungen nach Khevenhüller
- 1876 wurde in Linz eine Straße nach Khevenhüller benannt, der am 24. Jänner 1742 Linz erobert hatte.[2]
- 1888 wurde Khevenhüller als Namensgeber für das k.u.k. Infanterieregiment Nr. 7 bestimmt.
- 1963 wurde die Bundesheer-Kaserne in Klagenfurt-Lendorf nach ihm benannt und das dort stationierte Jägerbataillon 25 beruft sich auf die Tradition dieses Regiments.[3]
- Der 7er-Regimentsmarsch „Khevenhüller-Marsch“ wurde von Anton Fridrich komponiert.
- 1997 wurde das Gymnasium in der Linzer Khevenhüllerstraße in „Khevenhüller Gymnasium“ umbenannt.[4]

## Werke
- Des G. F. M. Grafen von Khevenhüller Observationspunkte für sein Dragoner-Regiment. Krauß, 1734 und 1748 (Digitalisat).
- Kurzer Begriff aller militärischen Operationen. Wien 1756 (Französisch als Maximes de guerre, Paris 1771).